# Лукинского дома инвалидов
Посёлок Лукинского дома инвалидов — посёлок в Судогодском районе Владимирской области, входит в состав Головинского сельского поселения.

## География
Посёлок расположен в 11 км на северо-восток от центра поселения посёлка Головино и в 27 км на запад от райцентра города Судогда.

## История
На месте нынешнего посёлка в конце XIX — начале XX века находилась деревня Туняково, располагавшаяся на просёлочном тракте из Владимира в Касимов. Деревня входила в состав Погребищенской волости Владимирского уезда, с 1926 года — в составе Улыбышевской волости.
В 1859 году в деревне числилось 10 дворов, в 1905 году — 13 дворов, в 1926 году — 10 хозяйств.
С 1929 года деревня Туняково входила с состав Головинского сельсовета Владимирского района.
В 1968 году на месте деревни был открыт Лукинский психоневрологический интернат и образован посёлок Лукинского дома инвалидов Головинского сельсовета Судогодского района.

## Население
| 1859 | 1905 | 1926 |
| ---- | ---- | ---- |
| 97   | 45   | 38   |

| 1859 | 1905 | 1926 | 2002 | 2010 | 2021 |
| ---- | ---- | ---- | ---- | ---- | ---- |
| 97   | ↘45  | ↘38  | ↗116 | ↘111 | ↘22  |

## Инфраструктура
В посёлке расположен ГБУСОВО «Лукинский психоневрологический интернат».